# 夏美路
夏美路，中国珠海市一条呈南北走向的一般行车道路。北起狮山路，南至人民东路与胡湾路交界处，全长约966米，路宽23米。双向两车道。

## 概要及历史
该道路始建于1980年代，因途经夏美村而得名，混凝土路面。

## 与之交汇街道
道路顺序由北往南排列，粗体字为主干道
- 夏美路一巷
- 银香路
- 山峰街（原名山峰路）
- 桃园路、安平路
- 人民东路、胡湾路